# Антоний (Гиоргадзе)

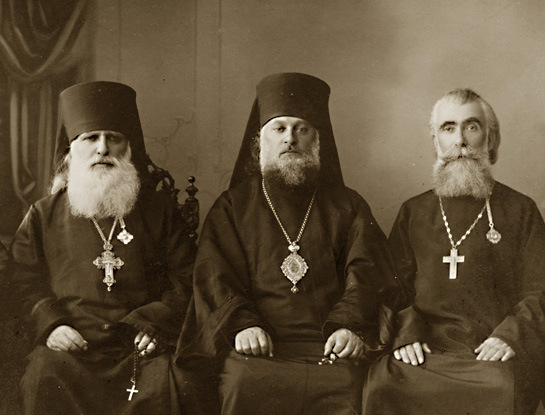
Архимандрит Амвросий (Хелая), епископ Антоний (Гиоргадзе), протоиерей Каллистрат Цинцадзе

Митрополит Антоний (в миру Алексей Лукич Гиоргадзе, груз. ალექსი ლუკას ძე გიორგაძე; 29 марта 1866, Кутаиси — 18 сентября 1918, Кутаиси) — епископ Грузинской православной церкви, митрополит Кутаисско-Гаенатский.

## Биография
В 1885 году окончил Кутаисское духовное училище. В 1888 году окончил Тифлисскую духовную семинарию и рукоположен в иерея Кутаисской кладбищенской церкви.
С 1892 года преподавал грузинский язык и Закон Божий в Кутаисском женском училище имени святой Нины.
В 1903 году поступил в Киевскую духовную академию, в том же году перевёлся в Санкт-Петербургскую духовную академию.
В 1907 году принял монашество с именем Антоний, окончил духовную академию со степенью кандидата богословия. В этом же году окончил Археологический институт Санкт-Петербурга и в июле того же года назначен инспектором Вятской духовной семинарии.
10 ноября 1907 года переведён в Смоленскую духовную семинарию.
В январе 1910 года назначен настоятелем пустыни Иоанна Крестителя Грузинской епархии, в связи с чем 17 февраля того же года был возведён в сан архимандрита.
24 февраля 1910 года назначен благочинным монастырей Карталинской и Кахетинской епархии.
С 7 июня 1911 года — настоятель Тифлисского Спасо-Преображенского монастыря.
15 января 1912 года в Свято-Троицком соборе Александро-Невской Лавры в Санкт-Петербурге хиротонисан во епископа Горийского, первого викария Карталинской и Кахетинской епархии.
26 января 1912 года назначен на должность члена Грузино-Имеретинской Синодальной Конторы.
Вёл активную общественную и преподавательскую деятельность. Автор книги «Пшав-Тушет-Хевсурети: Религиозно-этнографический очерк». Входил в состав Общества по распространению грамотности среди грузин, выделяя из собственных средств стипендии для неимущих учеников.
Активный сторонник восстановления автокефалии Грузинской Православной Церкви. Был одним из епископов, образовавших автокефалию в Грузинской Церкви вне канонического общения с Русской Православной Церковью. Вследствие этого он не приехал на Российский Собор, состоявшийся в 1917—1918 гг. в Москве.
В сентябре 1917 года назначен на Кутаисскую кафедру с возведением в сан митрополита.
Скончался скоропостижно 18 сентября 1918 года в Кутаиси. Похоронен при огромном стечении народа в кутаисском кафедральном соборе.